# Clément Marot
Clément Marot (1496. – 1544.) je bio francuski renesansni pjesnik. Osim po svojim djelima, Marot je poznat po svojim prijevodima Psalama.